# Bronsvleugelpunaduif
De bronsvleugelpunaduif (Metriopelia aymara) is een vogel uit de familie Columbidae (duiven).

## Verspreiding en leefgebied
Deze soort komt voor van het zuidelijke deel van Centraal-Peru tot noordelijk Chili.